# 스코틀랜드의 음악

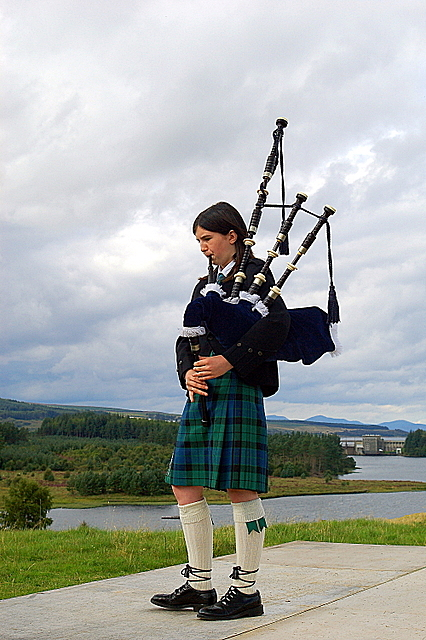

스코틀랜드의 음악은 스코틀랜드 사람들이 전통적으로 향유하던 스코틀랜드의 민속 음악을 뜻한다. 또 1960년대 포크 음악 리바이벌 이후에 나온 포크풍의 현대 대중가요도 모두 포함한다. 

## 특징
스코틀랜드 음악은 대개 5음 음계를 사용한다. 흔히 악기로 백파이프를 많이 들지만, 백파이프는 포크 음악에는 잘 쓰이지 않고, 가사 없는 백파이프만의 음악인 피브로크 음악에 주로 쓰인다. 전통적으로 포크 음악에는 기타, 하프, 틴 휘슬, 보란 등이 주로 쓰였다. 현대 스코틀랜드의 포크 음악가들은 이들 악기와, 밴조, 반두리아, 부주키, 솔터리, 바이올린, 콘서티나, 하모니카, 플루트, 노섬브리안 파이프 같은 악기들을 사용하고 있다. 스코틀랜드 포크 음악가나 그룹들의 특색을 보면 10대나 젊은이들에게 인기가 많은 아이돌 가수는 찾기 어렵고, 자기 곡은 자기 악기로 반주하며, 순수한 실력으로 승부하기 때문에 대중 예술가로서의 성격이 강하다. 

## 부흥
1950년대 중엽에 미국에서는 아일랜드에서 넘어온 클랜시 형제 셋과 토미 메이컴으로 이루어진 더 클랜시 브라더스(앤드 토미 메이컴)(The Clancy Brothers & Tommy Makem)가 아일랜드의 포크 음악 부흥을 주도하였다. 더 클랜시 브라더스의 활동은 아일랜드 본토에도 영향을 끼쳤으며, 이는 다시 같은 켈트족 국가인 스코틀랜드에까지 영향을 끼쳤다. 이에 따라 스코틀랜드에서도 포크 음악 리바이벌이 대대적으로 일어났는데, 이 포크 리바이벌을 주도한 그룹이 바로 더 코리스(처음 결성될 때는 더 코리 포크 트리오 앤드 패디 벨)이다. 이후로 더 코리스(The Corries, 1962), 더 매컬먼스(The McCalmans, 1964), 가버룬지(Gaberunzie, 1969), 실리 위저드(Silly Wizard, 1970), 노스 시 가스(North Sea Gas, 1979) 등 많은 포크 그룹들이 결성되었다. 이들은 단순히 전통 곡들을 현대적 감각에 맞게 편곡하여 내놓았을 뿐만 아니라, 민족 감정을 자극하는 대중가요나 해학, 풍자적인 대중가요를 내놓기도 했다.

## 시스템
한국처럼 연예 기획사의 오디션을 봐서 데뷔하는 경우도 물론 있지만, 대부분은 솔로든 밴드든 연예 기획사와 상관없이 독립적으로 활동하는 경우가 많다. 솔로 가수들의 경우 미국 포크 음악처럼 포크 동호인들의 집회 장소인 포크 클럽을 통해 일단 음악계에 데뷔한 다음, 명성을 얻으면 그 때 가서 자기 돈으로, 또는 레이블을 정해 계약을 맺고 앨범을 내는 경우가 많다. 밴드의 경우 거의 대부분이 한국 용어로 인디밴드이다. 그래서 데뷔 연도와 1집 발매 연도가 차이가 1~2년씩 나는 것이다.

## 대표하는 곡들
제목의 영어 발음-제목의 한국어 뜻-알파벳 표기 순으로 나열하였다. 모든 곡에서 첫머리에 나오는 정관사는 생략하였다. 

### 전통 곡
제 2차 세계 대전 이전까지의 곡들은 작사, 작곡자가 확실하더라도 편의상 전통 곡으로 분류하였다. 잘 알려진 곡들의 상당수가 시인 로버트 번스가 지은 곡이다.

- 스카이 보트 송-스카이의 뱃노래-Skye Boat Song (해럴드 볼턴)[1]
- 로크 테이 보트 송-테이 호수의 뱃노래-Loch Tay Boat Song (해럴드 볼턴, 애니 매클라우드)
- 애니 로리-애니 로리-Annie Laurie (윌리엄 더글러스 작사, 앨리시아 스코트 작곡)[2]
- 넛 브라운 메이든-견과류 빛깔 머리 아가씨-Nut Brown Maiden (원래 가사는 스코틀랜드 게일어인 고전 포크송. 존 스튜어트 블래키가 영어로 번역)[3]
- 롤랜즈 어브 홀랜드-네덜란드의 저지-Lowlands of Holland
- 보니 래스 어브 파이비-파이비의 아름다운 아가씨-Bonnie Lass of Fyvie
- 브룸 어브 더 카우디나우스-카우디나우스의 양골담초-Broom of the Cowdenknows
- 블루벨스 어브 스코틀랜드-스코틀랜드의 푸른 초롱꽃 또는 아름다운 나의 벗(한국어 번안곡 제목)-Bluebells of Scotland
- 메리 해밀턴 또는 퀸스 포 메리스-메리 해밀턴 또는 여왕의 네 메리, 또는 아름다운 것들(양희은이 부른 한국어 번안곡 제목)-Mary Hamilton or Queen's Four Maries
- 다크 로크나가르-어두운 로크나가르(산 이름)-Dark Lochnagar (조지 고든 바이런 작사, 비숍 작곡)[4]
- 조크 어브 헤이즐딘-헤이즐딘의 조크-Jock of Hazeldine (월터 스콧 작사)[5]
- 보니 던디-멋진 던디 자작(1689년 재커바이트 군과 잉글랜드 군의 전투에서 재커바이트 군 지휘관 이름)-Bonnie Dundee (월터 스콧 작사)[6]
- (보니 뱅크스 어브) 로크 로몬드-로몬드호(의 아름다운 둑)-(Bonnie banks of) Loch Lomond
- 매기 로더-매기 로더-Maggie Lauder (프란시스 셈필)[7]
- 로드 투 던디-던디 가는 길-Road to Dundee
- 래즈 어몽 헤더-헤더 숲의 청년들-Lads among Heather
- 컴 오어 더 스트림 찰리-찰리여, 강을 넘어 오십시오-Come O'er the Stream Charlie
- 세이 윌 위 옛-그래서 우리는 다시 맹세한다-Sae Will We Yet
- 록 더 도어 래리스턴-문을 잠가라, 래리스턴-Lock the Door, Lariston
- 윌리스 건 투 멜빌 캐슬-윌리는 멜빌 캐슬로 가 버렸네-Willie's gone to Melville Castle
- 유이스트 트램핑 송-유이스트 섬의 떠돌이 노래-Uist Tramping Song
- 컴 이 바이 어솔-그대 어솔에 들르라-Cam ye By Atholl
- 사운드 더 피브로크-피브로크를 연주하라-Sound the Pibroch
- 뉴스 프럼 모이다트-모이다트로부터의 소식-News From Moidart
- 올드 랭 사인-오랜 옛날 또는 작별(한국어 번안곡 제목)-Auld Lang Syne (로버트 번스 작사)[8]
- 플로 젠틀리 스위트 애프턴-유유히 흘러라, 애프턴 강아 또는 불어라 봄바람(한국어 번안곡 제목)-Flow Gently Sweet Afton (로버트 번스 작사)
- 맥퍼슨스 랜트-맥퍼슨(스코틀랜드 범죄자)의 탄식-MacPherson's Rant(로버트 번스 작사)
- 에이 폰드 키스-사랑스러운 입맞춤-Ae Fond Kiss (로버트 번스 작사)[9]
- 마이 러브 이즈 라이크 어 레드 레드 로즈-내 사랑은 빨갛고 빨간 장미와 같구나-My Love is Like a Red, red Rose (로버트 번스 작사)
- 리지 린지-리지 린지-Leezie Lindsay (1절은 로버트 번스 작사)
- 화이트 코케이드-흰 꽃장식-White Cockade(로버트 번스 작사)
- 브레이스 어브 킬리크랭키-킬리크랭키 언덕-Braes of Killiecrankie(로버트 번스 작사)
- 코 디 야우스-암양들을 몰아라-Ca' the Yowes(로버트 번스 작사)

### 과도기 곡(1910~1940년대)
클래식 음악 계에서 스코틀랜드 고전 포크송이 유행한 이후, 과도기에 등장한 대표하는 음악가는 휴 로버튼(Hugh Roberton)과 케네디 프레이저(Kennedy Fraser)이다. 이들은 스코틀랜드의 전통 가락에 가사를 붙인 곡이나 완전히 새로운 곡들을 많이 지었는데, 고전 포크송들과 함께 널리 불린다.

- 밍얼레이 보트 송-밍얼레이 섬의 뱃노래-Mingulay Boat Song(휴 로버튼)[10]
- 루이스 브라이덜 송 또는 마리스 웨딩-루이스 신부의 노래 또는 마리의 결혼식-Lewis Bridal Song(게일어 가사 조니 배너맨, 영어 가사 휴 로버튼)[11]
- 웨스터링 홈-서쪽으로 집으로-Westering Home(휴 로버튼)[12]
- 에어 파 라 라 로-에어 파 라 라 로-Air Fa La La Ro(휴 로버튼)[13]
- 조이 어브 마이 하트-내 마음의 즐거움-Joy of My Heart(휴 로버튼)[14]
- 타이리 러브 송-타이리 섬의 연가-Tiree Love Song(휴 로버튼)[15]
- 에리스케이 러브 릴트-에리스케이 섬의 연가-Eriskay Love Lilt(케네디 프레이저)[16]
- 피트 파이어 플레임-이탄 불꽃-Peat Fire Flame(케네디 프레이저)[17]

### 현대 곡
현대 곡들은 민족 감정을 자극하는 곡들이 상당히 많다. 이 가운데 플라워 어브 스코틀랜드는 현재 스코틀랜드의 사실상 국가로 불린다. 

- 스코틀랜드 더 브레이브-용감한 스코틀랜드-Scotland the Brave(클리프 핸리 작사, 작곡자 미상(전통 가락))[18]
- 매서커 어브 글렌코-글렌코의 대학살-Massacre of Glencoe(짐 매클린 작사, 작곡)[19]
- 플라워 어브 스코틀랜드(스코틀랜드 국가)-스코틀랜드의 꽃-Flower of Scotland(로이 윌리엄슨 작사, 작곡)[20]
- 컴 바이 더 힐스-언덕에 들르세요-Come by the Hills(W.고든 스미스 작사, 작곡자 미상(전통 가락))[21]
- 힐스 어브 아드몬-아드몬 언덕-Hills of Ardmorn(로이 윌리엄슨 작사, 작곡)[22]
- 리버티-자유-Liberty(조지 위어 작사, 로이 윌리엄슨 작곡)[23]
- 로지스 어브 프린스 찰리-찰리 왕자의 장미꽃-Roses of Prince Charlie(로니 브라운 작사, 작곡)[24]
- 스코티시 홀리데이-스코틀랜드의 휴일-Scottish Holiday(J.W.힐 작사)
- 선데이 드라이버-초보 운전자-Sunday Driver(J.W.힐 작사)
- 포트리 키드-포트리의 아이-Portree Kid(J.W.힐 작사)
- 프라이데이 게임-금요일 경기-Friday Game(J.W.힐 작사)
- 스코틀랜드 윌 플로리시-스코틀랜드는 번창할 것이다-Scotland Will Flourish(이언 리처드슨 작사, 작곡)[25]
- 칼레도니아-칼레도니아(스코틀랜드를 뜻함)-Caledonia(더기 매클린 작사, 작곡)[26]
- 블러디 사크스-피투성이 셔츠-Bloody Sarks(W.스코비 작사, 로니 브라운 작곡)[27]
- 웰컴 로열 찰리-고귀한 찰리여, 환영합니다-Welcome Royal Charlie(로이 윌리엄슨 작곡)
- 도닝 어브 더 데이-새벽-Dawning of the Day(로이 윌리엄슨 작사, 작곡)[28]
- 보니 블루-아름다운 푸른빛(재커바이트 군의 푸른 보닛 모자 색깔을 뜻함)-Bonnie Blue(로이 윌리엄슨 작사, 작곡)
- 가든 밸리-정원 계곡-Garden Valley(더기 매클린 작사, 작곡)

## 관련 사이트
www.contemplator.com/scotland/ (영어) - 스코틀랜드 포크 음악에 대한 대략적 개요를 읽어 볼 수 있다. 

www.theballadeers.com (영어) - 스코틀랜드와 아일랜드 포크 음악 그룹과 가수들에 관한 정보를 제공한다. 포크 음악 가사들도 찾아 볼 수 있다. 

www.corries.com (영어) - 더 코리스 홈페이지

www.the-mccalmans.com (영어) - 더 매컬먼스 홈페이지

www.gaberlunzie.com (영어) - 개버런지 홈페이지

nsg.gplrank.info (영어) - 노스 시 가스 홈페이지